# برای عشق ورزیدن زود است
برای عشق ورزیدن زود است (انگلیسی: Too Soon to Love) فیلمی بر اساس داستانی از فرانسیس فورد کوپولا و به کارگردانی ریچارد راش با بازی جک نیکلسون می باشد. این فیلم در سال ۱۹۶۰ منتشر شد.